# Pikku Haapasaari (ö i Mellersta Finland)
Pikku Haapasaari är en ö i Finland. Den ligger i sjön Päijänne och i kommunen Jyväskylä i den ekonomiska regionen  Jyväskylä ekonomiska region  och landskapet Mellersta Finland, i den södra delen av landet, 230 km norr om huvudstaden Helsingfors. Öns area är 1,4 hektar och dess största längd är 170 meter i nord-sydlig riktning.